# Stylocheiron
Stylocheiron é um género de krill.

## Taxonomia
Incluem-se neste género as seguintes espécies:
- Stylocheiron abbreviatum G. O. Sars, 1883
- Stylocheiron affine Hansen, 1910
- Stylocheiron armatum Colosi, 1917
- Stylocheiron carinatum G. O. Sars, 1883
- Stylocheiron elongatum G. O. Sars, 1883
- Stylocheiron indicus E. G. Silas and K. J. Mathew, 1967
- Stylocheiron insulare Hansen, 1910
- Stylocheiron longicorne G. O. Sars, 1883
- Stylocheiron maximum Hansen, 1908
- Stylocheiron microphthalma Hansen, 1910
- Stylocheiron robustum Brinton, 1962
- Stylocheiron suhmii G. O. Sars, 1883